# 燧灘

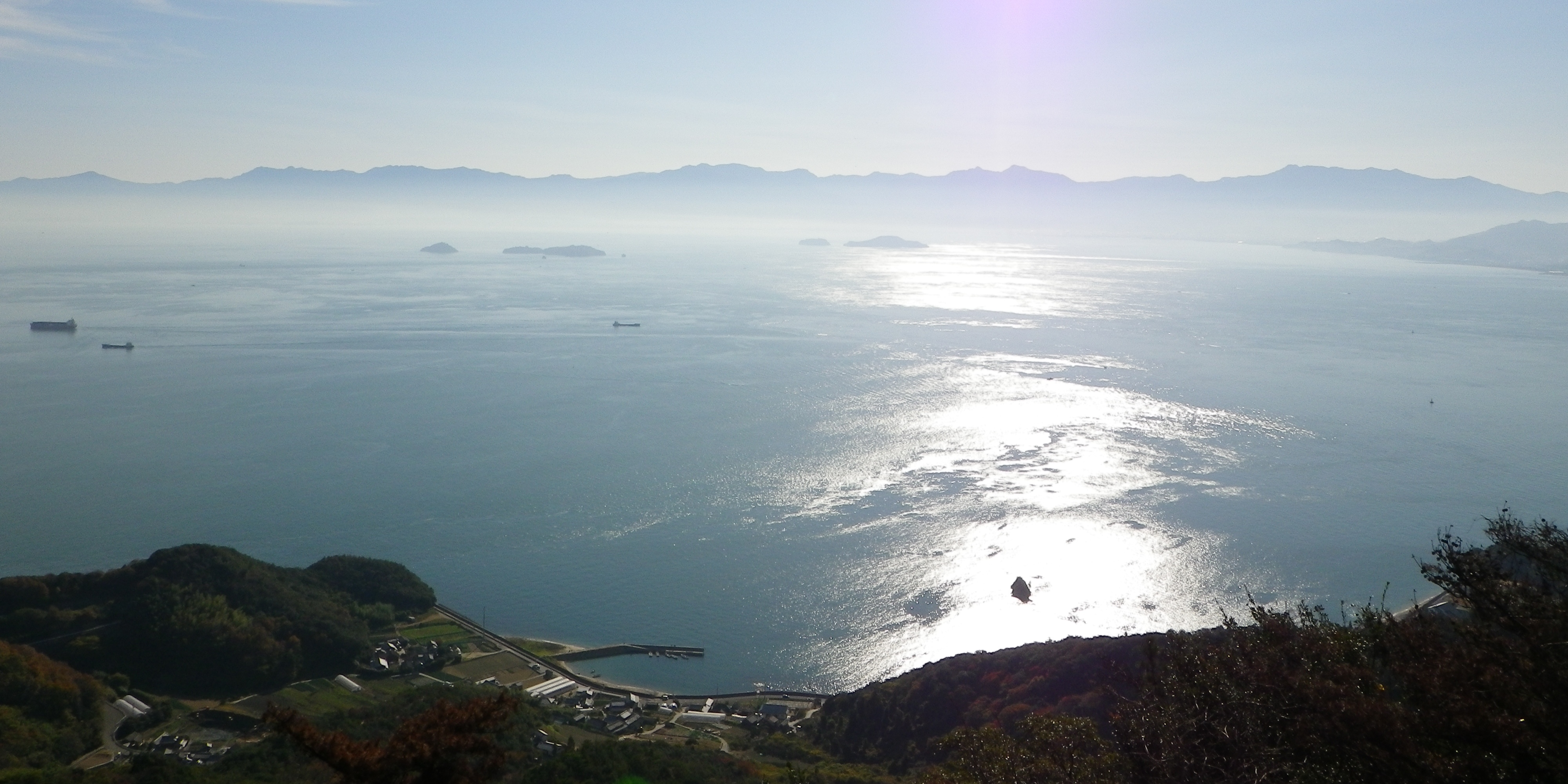
亀老山から望む燧灘と石鎚山脈

燧灘（ひうちなだ）は、瀬戸内海中央部に位置する海域の一つである。

## 名称
伊予国司の越智玉澄が乗った船が養老4年（720年）に土居沖で転覆しかかったため豊受山に祈ったところ、その西方の山の頂（赤星山）に火の玉が現れて海を照らし風が収まったことにちなんで「火映灘」と名付けられたという説、あるいは高麗に向かう軍船が宇摩沖で遭難しかかったところ赤星山から光が海を照らして無事に宇摩地域に辿り着くことができたことから「火うち灘」と呼ぶようになったという説がある。
または、激しい潮流によって生まれる水しぶきを火打石の火花に例えられたという説も存在する。

## 地理
香川県の荘内半島と愛媛県高縄半島の間を占める東西約60 km、南北約40 kmの海域であり、一般的には四国側を指す。備後灘や安芸灘（斎灘）に接し、平均水深は約24メートルである。
備後灘と地理的な類似点が目立ち、島や海峡の少なさから潮流が比較的に安定していたり、干満の差が最大で約3メートルに達するとされる。また、安芸灘の潮流の速さは、燧灘の潮の干満に影響を受けているとされている。
沿岸は遠浅の砂浜海岸が発達しており、近世までは無数の干潟が存在したりヒゲクジラ類も回遊していたと見られるが、浜辺や干潟はほとんど戦後になって工業用地造成のために埋め立てられ、クジラは捕鯨や環境破壊などによって姿を見せなくなったとされる。しかし、今治市の唐子浜や桜井海岸、西条市の河原津、観音寺市の琴弾公園など自然の砂浜は僅かに残存しており、これらは全て瀬戸内海国立公園に含まれている。
一帯はタイ、サワラ、カタクチイワシなどの好漁場として知られる。また、現代の瀬戸内海でもスナメリが比較的に多く生息しており、カブトガニの繁殖地は愛媛県の天然記念物に指定されている。

## 沿岸の主要都市
東から順
- 三豊市
- 観音寺市
- 四国中央市
- 新居浜市
- 西条市
- 今治市

## 主な島

### 香川県
- 伊吹島
- 丸山島
- 蔦島
- 円上島
- 股島

### 愛媛県
- 新居大島
- 四阪島
- 比岐島
- 平市島
- 江ノ島
- 魚島
- 瓢箪島
- 高井神島
- 豊島
- 百貫島
- 弓削島
- 佐島
- 生名島
- 岩城島
- 赤穂根島
- 津波島
- 大三島
- 伯方島
- 鵜島
- 大島
- 横島
- 九十九島
- 大突間島
- 津島
- 武志島
- 中渡島
- 馬島
- 小島